# Акордат
Акорда́т, Агорда́т — місто, колишній адміністративний центр ліквідованої провінції Барка Еритреї, розташований на річці Барка. Акордат знаходиться за 75 км на захід від Керена.

## Опис
Акордат — важливе місто, у якому є ринок і велика мечеть. Акордат був останнім значним містом на магістралі Еритрейської залізниці до Массауа через Асмеру. Кінцевим пунктом залізничної лінії була станція Бішіа. Економіка міста залежить від торговців, що роз'їжджають між Асмерою і містом Кассала в Судані.

## Клімат
Місто знаходиться у зоні, котра характеризується кліматом тропічних пустель. Найтепліший місяць — травень із середньою температурою 31.1 °C (88 °F). Найхолодніший місяць — січень, із середньою температурою 22.8 °С (73 °F).
| Клімат Акордата         | Клімат Акордата | Клімат Акордата | Клімат Акордата | Клімат Акордата | Клімат Акордата | Клімат Акордата | Клімат Акордата | Клімат Акордата | Клімат Акордата | Клімат Акордата | Клімат Акордата | Клімат Акордата | Клімат Акордата |
| Показник                | Січ.            | Лют.            | Бер.            | Квіт.           | Трав.           | Черв.           | Лип.            | Серп.           | Вер.            | Жовт.           | Лист.           | Груд.           | Рік             |
| Абсолютний максимум, °C | 37              | 40              | 42              | 43              | 43              | 42              | 38              | 38              | 40              | 41              | 37              | 36              | 43              |
| Середній максимум, °C   | 31              | 33              | 35              | 39              | 40              | 37              | 32              | 31              | 35              | 37              | 35              | 33              | 35              |
| Середня температура, °C | 22              | 23              | 24              | 28              | 31              | 29              | 26              | 26              | 27              | 29              | 27              | 24              | 26              |
| Середній мінімум, °C    | 14              | 13              | 14              | 18              | 22              | 22              | 20              | 21              | 20              | 21              | 19              | 16              | 18              |
| Абсолютний мінімум, °C  | 6               | 3               | 5               | 8               | 12              | 16              | 15              | 15              | 13              | 11              | 11              | 11              | 3               |
| Норма опадів, мм        | 0               | 0               | 0               | 0               | 10              | 30              | 100             | 140             | 40              | 0               | 0               | 0               | 350             |
| Днів з дощем            | 0               | 0               | 0               | 0               | 1               | 2               | 7               | 9               | 3               | 0               | 0               | 0               | 25              |
| Вологість повітря, %    | 55              | 49              | 43              | 31              | 23              | 28              | 49              | 62              | 48              | 26              | 38              | 43              | 41              |
| ----------------------- | --------------- | --------------- | --------------- | --------------- | --------------- | --------------- | --------------- | --------------- | --------------- | --------------- | --------------- | --------------- | --------------- |
| Джерело: Weatherbase    |                 |                 |                 |                 |                 |                 |                 |                 |                 |                 |                 |                 |                 |

## Історія
Під Акордатом 21 грудня 1893 року відбулася одна з битв італо-суданської війни, у якому брали участь 2200 італійців і загони місцевих жителів під командуванням Арімонді і 11500 махдистів під командуванням Ахмеда Алі, які вторглися на територію, зайняту італійцями. Махдисти зазнали поразки і втратили 3 тисячі людей. Італійці втратили 13 чоловік, крім того, було вбито або поранено 225 їхніх союзників з числа корінного населення.

## Пам'ятки
- Друга за величиною мечеть в Еритреї, побудована в 1963 році.
- Колишній губернаторський палац
- Католицька церква
- Східний базар Меркато

## Галерея

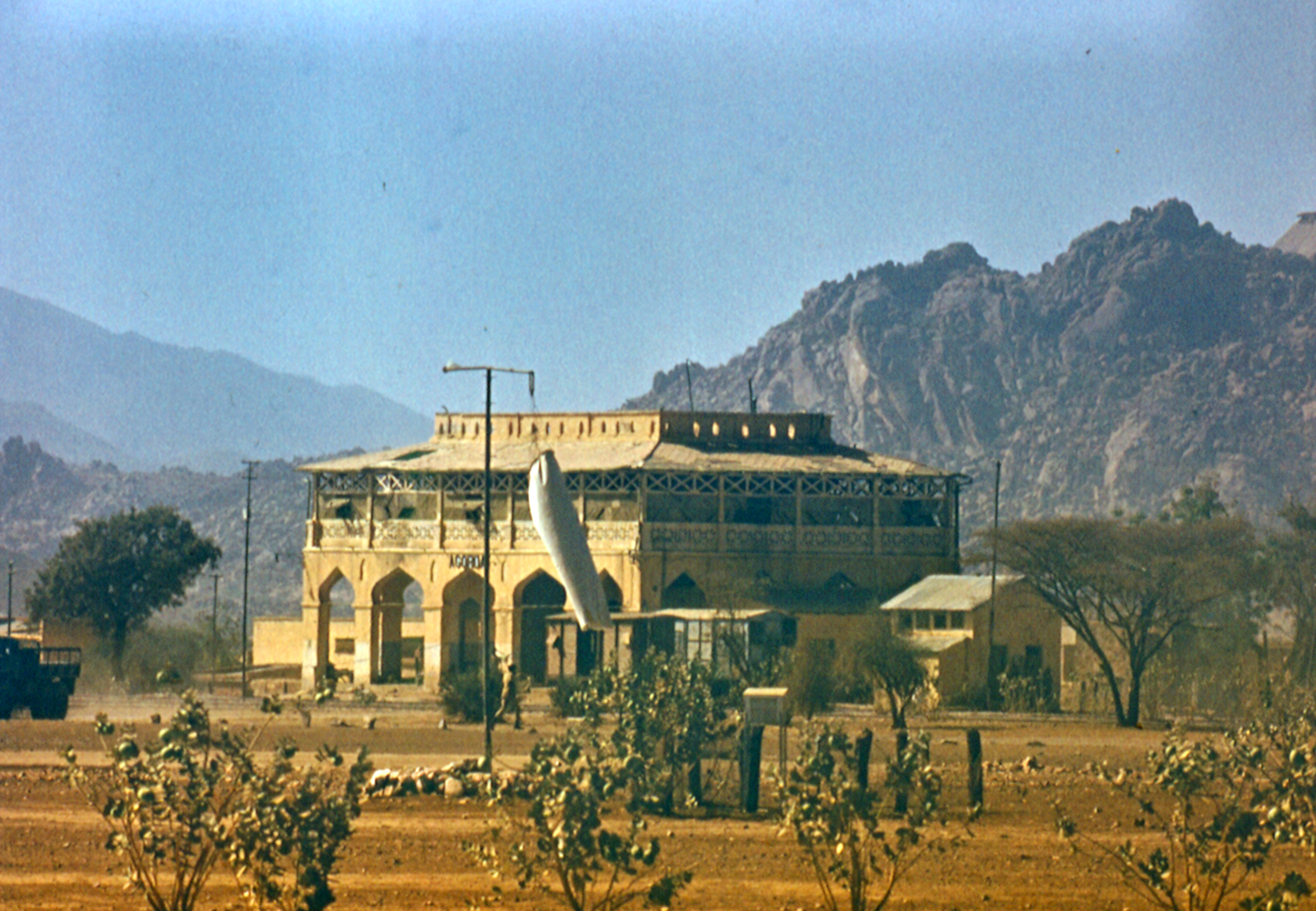
Аеропорт Акордат в 1982 р.
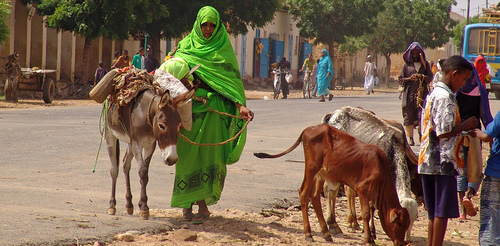
В Акордаті